# 마리아 셸
마리아 셸(Maria Schell, 1926년 1월 15일 ~ 2005년 4월 26일)은 오스트리아, 스위스의 배우, 영화 제작자이다.

## 출연 작품
- 1919 (1985)
- 삼손과 데릴라 (1984)
- 화성 연대기 (1980)
- 들판의 크리스마스 백합들 (1979)
- 사랑하는 플레이보이 (1978)
- 슈퍼맨 (1978)
- 세인트 루이스호의 대학살 (1976)
- 오뎃사 화일 (1974)
- 99명의 여자 (1969)
- 사랑의 호텔 (1969)
- 마크 (1961)
- 시머론 (1960)
- 교수목 (1959)
- 여자의 일생 (1958)
- 카라마조프가의 형제들 (1958)
- 고엽 (1957)
- 백야 (1957)
- 목로주점 (1956)
- 더 래츠 (1955)
- 나폴레옹 (1955)
- 마지막 다리 (1954)